# Monte Carlo or Bust!
Monte Carlo or Bust é um filme ítalo-franco-britânico de 1969, do gênero comédia de aventura, dirigido por Ken Annakin e Sam Itzkovitch para a Paramount Pictures.
Trata-se duma sequência de Those Magnificent Men in Their Flying Machines, de 1965.

## Sinopse
Na década de 1920, um rali envolve participantes de 15 países. Os concorrentes saem de 5 pontos diferentes da Europa (48 de John O'Groats, na Escócia; 35 de Estocolmo, na Suécia; 25 de Atenas, na Grécia; 30 de Ragusa, na Itália; e 18 de Lisboa, em Portugal), sendo que todos devem ir para Chambéry, nos Alpes franceses. Os que conseguirem tal façanha devem seguir na mesma rota até Monte Carlo, onde o rali termina. Se o trajeto é no todo extremamente difícil, o prestígio ao vencedor é compensador e alguns não se importam em ter um comportamento pouco ético para vencer a corrida.

## Elenco
- Bourvil.... Monsieur Dupont
- Lando Buzzanca.... Marcello Agosti
- Walter Chiari.... Angelo Pincelli
- Peter Cook.... Digby Dawlish
- Tony Curtis.... Chester Schofield
- Mireille Darc.... Marie-Claude
- Marie Dubois.... Pascale
- Gert Fröbe.... Schickel
- Susan Hampshire.... Betty
- Jack Hawkins.... Conde Levinovitch
- Nicoletta Machiavelli.... Dominique
- Dudley Moore.... Kit Barrington
- Peer Schmidt.... Otto
- Eric Sykes.... Perkins
- Terry-Thomas.... Sir Cuthbert Ware-Armitage